# Алексије IV Велики Комнин
Алексије IV Велики Комнин је био трапезунтски цар од 5. марта 1416. до октобра 1429. из династије Великих Комнина. Био је син цара Манојла III Великог Комнина од Трапезунта и Гулхан-Евдокије Багратион од Грузије.
Његова ћерка Марија Велика Комнина Палеологина била је удата за византијског цара Јована VIII Палеолога који је владао у периоду 1425–1448.

## Владавина
Цар Манојло III  је свог сина Алексија IV прогласио за савладара и доделио му титулу деспота 1395. године. Ипак, њих двојица су се посвађали јер је Алексије био нестрпљив да преузме врховну власт; Вилијам Милер је ово стање упоредио са „прва три владара династије Хановер” због којих се „наследник увек свађао са својим оцем.” Када је његов отац умро 1417. године, неки су Алексија оптужили да је убрзао његову смрт.
Цар Алексије IV је наследио сукоб са Ђеновљанима, који су поразили флоту Трапезунта и заузели локални манастир, који су претворили у тврђаву. До 1418. године, потписао је мировни споразум и плаћао одштету Ђеновљанима до 1422. године. Нови спор је настао око царевих обавеза 1425. године и решен је тек 1428. године. Односи са Млетачком Републиком су углавном били бољи.
После Тамерланове смрти, већи део Мале Азије је пао у хаос. Султан Кара Јусуф, владар Турака Кара Којунлуа или „Црног Овна“, опустошио је већи део Јерменије и победио емира Арсинге и поглавара Турака Ак Којунлуа или Белог Овна. Цар Алексије IV је настојао да избегне непријатељство тако што је удао ћерке за своје моћне муслиманске комшије. Једна ћерка је била удата за Кара Јусуфовог сина Џихан Шаха око 1420. године, и цар Алексије IV је пристао да свом зету плаћа исти износ харача који је раније припадао Тамерлану. Друга ћерка, Теодора, вероватно је била удата за Алија, сина Кара Јулука Османа, владара Ак Којунлуа, или можда за самог Османа. Алексијева брачна политика проширила се и на његове суседе хришћане, а његова најстарија ћерка је била удата за српског племића, каснијег деспота, Ђурађа Бранковића. Најмлађа ћерка цара Алексија IV, Марија од Трапезунта удата је за византијског цара Јована VIII Палеолога 1427. године.
Према Џорџу Финлеју, цар Алексије IV је провео велики део свог времена у разним задовољствима, док се државним пословима посветио мало, иако у савременим изворима нема доказа за ову тврдњу. Следећи традицију, свом најстаријем сину Јовану IV доделио је титулу деспота 1417.  године. Упркос томе, односи између оца и сина су се погоршали, а 1426. године Јован је убио Алексијевог благајника, наводећи аферу између њега и царице Теодоре Кантакузин. Такође је покушао да убије своје родитеље, али су племићи интервенисали и спречили га, а Јован је побегао у Грузију.
Када је супруга цара Алексија IV царица Теодора умрла 1426. године, он је био толико узнемирен да му је Висарион написао ништа мање од три монодије, које помажу да се баци мало светла на овај иначе мрачни период без извора.
Због Јованове нелојалности и узурпације, цар Алексије IV је свог млађег сина Александра Трапезунтског прогласио за деспота. На крају је Јован напустио Грузију и упутио се у ђеновску колонију у Кафи, где је ангажовао галију и њену посаду да му помогну да поврати свој положај у Трапезунту. Дана 26. априла 1429. године, галија и њена посада искрцали су Јована близу Трапезунта; цар Алексије IV је кренуо у сусрет свом сину, да би га током ноћи убили племићи које је Јован придобио. Александар је побегао из Трапезунта; венецијански путник Перо Тафур га је срео у Цариграду око октобра те године, живео је код своје сестре царице Марије.

## Сахрана
Према речима Ентонија Брајера, цар Јован IV је осећао кајање због очеве смрти, а једна од три индикације које Брајер наводи је самостојећа гробница коју је саградио изван храма Богородице Хрисокефале, у коју је пренео земне остатке свог оца са места где је био сахрањен унутар храма. Због турске традиције да се у гробници налазило тело турског хероја последње опсаде Трапезунта, остала је поштеђена до 1918. године. Године 1916, током руске окупације Трапезунта, Фјодор Успенски је ископао гробницу, пронашавши један скелет окренут лицем, а други је потом сахрањен. Старији скелет Брајер, према извештају Успенског, идентификује као Алексијев.
Приликом руског повлачења из Трапезунта, старији скелет је поверен Хрисанту Филипиду, тадашњем митрополиту Трапезунтском; гробницу изван храма Богородице Хрисокефале разорили су Турци. Током размене становништва 1923. године, халдски антиквар Ђорђе Кандилаптес сакупио је колико је могао ових костију и донео их у Грчку, где су биле похрањене у Византијском и хришћанском музеју у Атини. Затим су 1980. посмртни остаци цара Алексија IV Великог Комнина са великом церемонијом донети на последње почивалиште у Новој Сумели, близу Кастаније у Иматији. Брајер коментарише да је „Алексије IV  вероватно једини преживели скелет византијског цара“, али се исправио у фусноти  можда су преживели и остаци свете царице Теодоре, цара Јована I Цимискија и Дука из Епирске деспотовине из тринаестог века.

## Породица
Цар Алексије IV се 1395. године, оженио Теодором Кантакузин. Имали су најмање шесторо деце:
- Елена Трапезунтска (око 1395 - 1410) - била је прва супруга српског деспота Ђурађа Бранковића.
- Ћерка која се удала за султана Кара Којунлуа, Џихан Шаха.
- Јован IV Трапезунтски (око 1403 - 1459).
- Марија Трапезунтска (око 1404 - 1439). Удата за византијског цара Јована VIII Палеолога.
- Александар Трапезунтски.Очев савладар. Ожењен Маријом Гатилузио, ћерком Дорина I, господара Лезбоса.
- Давид Трапезунтски (око 1408 - 1463).

Две ћерке су цару Алексију IV приписали каснији генеалози. Мишел Куршански је тврдио да се ови бракови заправо никада нису ни догодили, а њихово постојање је засновано на погрешном читању интерполације Халкондила. Ове ћерке су:
- Теодора од Трапезунта, претпостављена жена Али Бега од Ак Којунлуа. О овом браку нема помена ни у једном савременом извору. Могуће је да су је помешали са Теодором Деспином, ћерком цара Јована IV и женом Узун Хасана, сина Али Бега. Друга опција је била да се Алексијева ћерка Теодора удала за Осман-бега, оца Алија.
- Евдоксија Валенца од Трапезунта, жена Николоа Криспа, господара Сироса. Предложена је за ћерку цара Алексија IV када се тврдња амбасадора Катарина Зенона у његовим белешкама да је она ћерка цара Јована IV показала као лажна или његова грешка. Други историчари уместо тога тврде да је она била жена из Ђенове.

## Породично стабло
|  |                               |  |  |  |  |  |  |  |  |  |  |  |  |  |  |  |
|  | 4. Алексије III Велики Комнин |  |  |  |  |  |  |  |  |  |  |  |  |  |  |  |
|  |                               |  |  |  |  |  |  |  |  |  |  |  |  |  |  |  |
|  |                               |  |  |  |  |  |  |  |  |  |  |  |  |  |  |  |
|  | 2. Манојло III Велики Комнин  |  |  |  |  |  |  |  |  |  |  |  |  |  |  |  |
|  |                               |  |  |  |  |  |  |  |  |  |  |  |  |  |  |  |
|  |                               |  |  |  |  |  |  |  |  |  |  |  |  |  |  |  |
|  | 5. Теодора Комнина Кантакузин |  |  |  |  |  |  |  |  |  |  |  |  |  |  |  |
|  |                               |  |  |  |  |  |  |  |  |  |  |  |  |  |  |  |
|  |                               |  |  |  |  |  |  |  |  |  |  |  |  |  |  |  |
|  | 1. Алексије IV Велики Комнин  |  |  |  |  |  |  |  |  |  |  |  |  |  |  |  |
|  |                               |  |  |  |  |  |  |  |  |  |  |  |  |  |  |  |
|  |                               |  |  |  |  |  |  |  |  |  |  |  |  |  |  |  |
|  | 6. Давид IX од Грузије        |  |  |  |  |  |  |  |  |  |  |  |  |  |  |  |
|  |                               |  |  |  |  |  |  |  |  |  |  |  |  |  |  |  |
|  |                               |  |  |  |  |  |  |  |  |  |  |  |  |  |  |  |
|  | 3. Гулхан-Евдокија од Грузије |  |  |  |  |  |  |  |  |  |  |  |  |  |  |  |
|  |                               |  |  |  |  |  |  |  |  |  |  |  |  |  |  |  |
|  |                               |  |  |  |  |  |  |  |  |  |  |  |  |  |  |  |